# The Ancient Mariner
Pour plus de détails, voir Fiche technique et Distribution.
The Ancient Mariner est un film américain réalisé par Chester Bennett et Henry Otto, sorti en 1925.

## Synopsis
Doris Matthews, une belle jeune fille innocente, délaisse son amoureux, Joel Barlowe, au profit de Victor Brant, un homme plus riche. La veille de leur départ, un vieux marin fait boire à Brant une étrange potion puis lui conte un récit de vieux loups de mer. Profondément touché par cette histoire sur les conséquences de la destruction gratuite d'une beauté innocente, Brant part sans Doris. Après un certain temps, il revient et constate à sa douloureuse satisfaction que Doris, ayant surmonté son engouement pour lui, a de nouveau tourné ses tendres attentions vers Joel.

## Fiche technique
- Titre : The Ancient Mariner
- Réalisation : Chester Bennett et Henry Otto
- Scénario : Chester Barnett et Eve Unsell d'après le poème de Samuel Taylor Coleridge
- Photographie : Joseph H. August
- Production : Fox Film Corporation
- Pays d'origine : États-Unis
- Format : Noir et blanc - 1,33:1 - Film muet
- Genre : drame
- Date de sortie : 1925

## Distribution
- Clara Bow : Doris
- Gladys Brockwell : Life In Death
- Nigel De Brulier : Skipper
- Leslie Fenton : Joe Barlow
- Robert Klein : Death
- Paul Panzer : Mariner
- Earle Williams : Victor Brandt